# Владіслав Балаж
Владіслав Балаж (словац. Vladislav Baláž; нар. 28 січня 1984, Пряшів, ЧССР) — словацький хокеїст, лівий нападник.
Виступав за «Шербрук Касторс» (QMJHL), «Л'юїстон Меніякс» (QMJHL), ХК «Пряшів», «Дукла» (Тренчин), ХК «95 Поважська Бистриця», МсХК «Жиліна», КХ «Сянок», ХКм «Зволен».
У складі національної збірної Словаччини провів 4 матчі. У складі молодіжної збірної Словаччини учасник чемпіонату світу 2004.